# Madame Alfred Carrière
'Madame Alfred Carrière' est un cultivar de rosier de Noisette grimpant obtenu par Joseph Schwartz, rosiériste à Lyon,  en 1879.
C'est un croisement d'origine inconnue. Il a été nommé en hommage à l'épouse d'Alfred Carrière, rédacteur en chef de la Revue horticole .

## Description

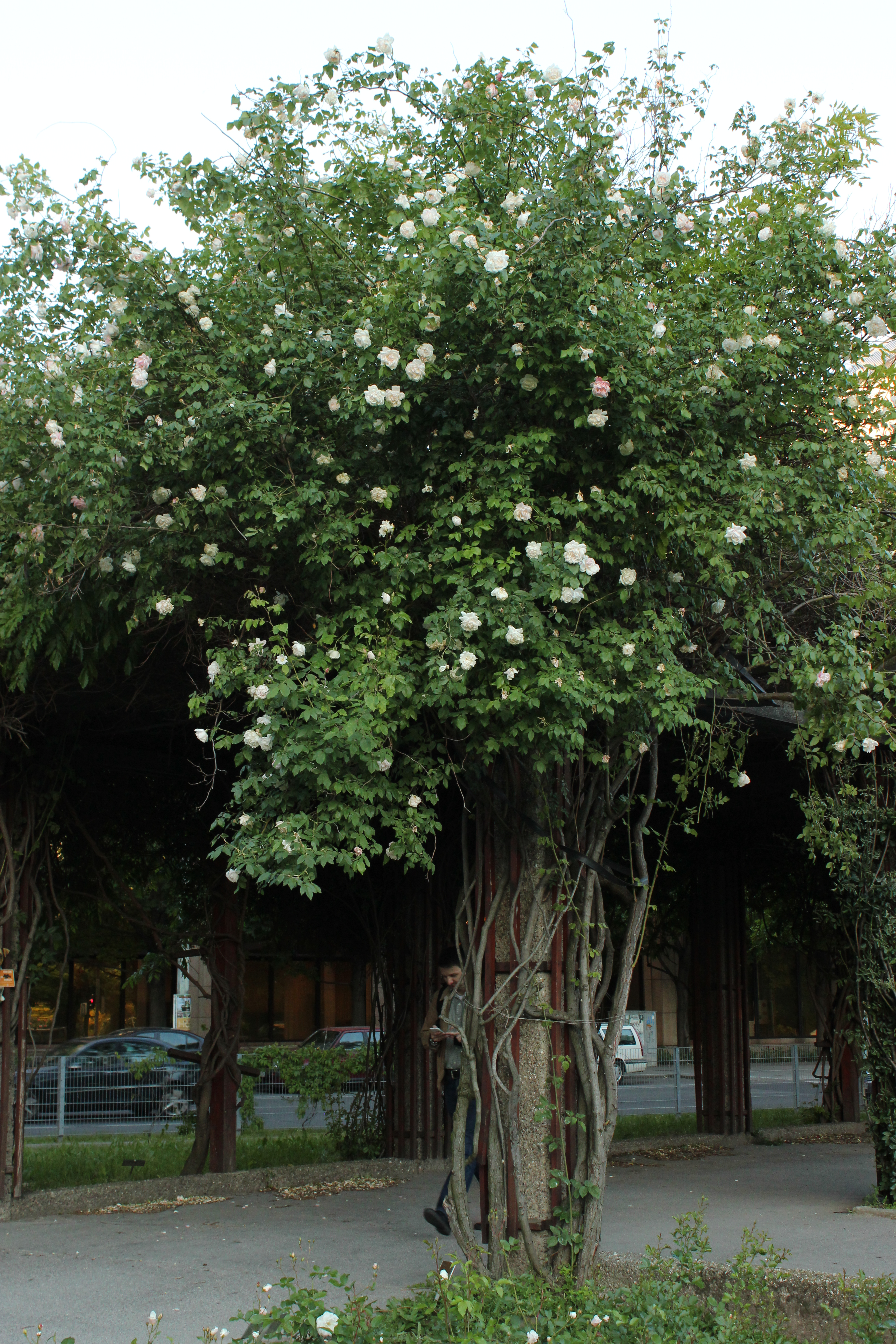
'Madame Alfred Carrière' au Rosarium Wettsteinpark de Vienne.

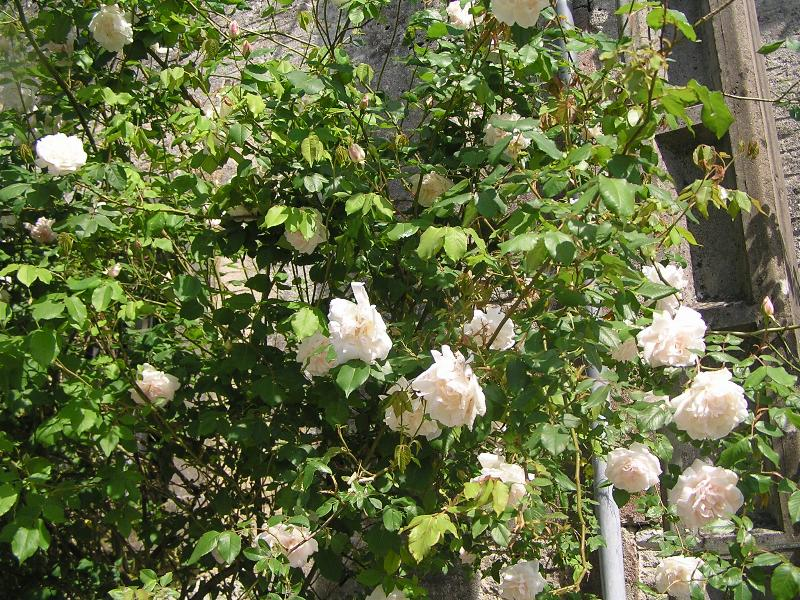
'Madame Alfred Carrière' dans un jardin.

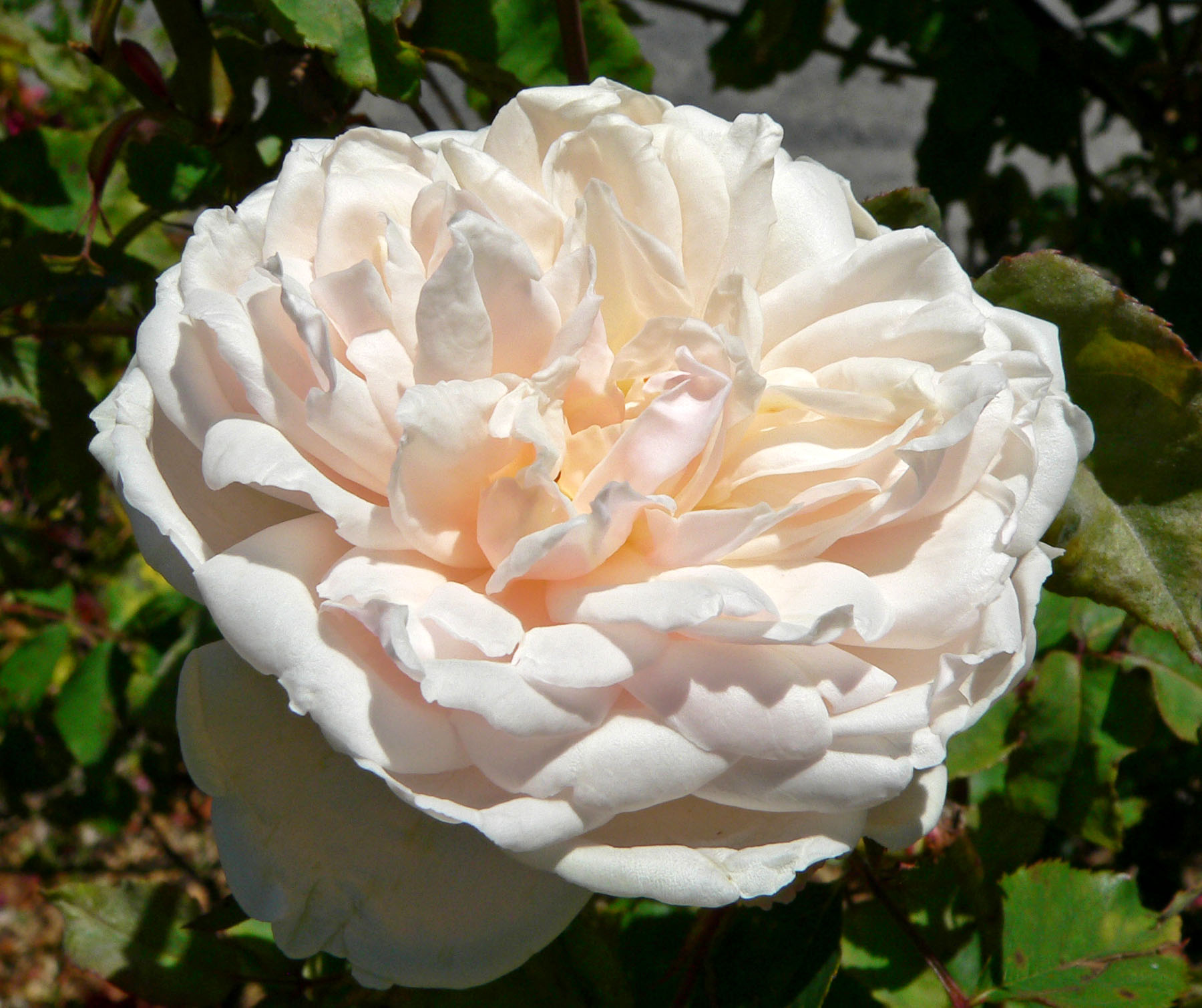
Rose 'Madame Alfred Carrière'.

Ce rosier grimpant très vigoureux et peu épineux mais au port souple peut monter jusqu'à 8 m de haut et 3 m de large.
Il donne des bouquets intensément parfumés de 5 à 7 roses doubles de 10 cm de diamètre à 30 pétales crème à rosé.
Il fleurit dès le début du printemps sans arrêt pendant toute la saison, ce qui est assez rare chez les rosiers anciens.  
Son feuillage large est vert pâle et lustré.

## Culture
Zone USDA 7b à 10b. Résiste à la sécheresse et tolère l'ombre.
Cet arbuste supporte le grand froid (jusqu'à -15°). On peut notamment l'admirer à l'Europa-Rosarium de Sangerhausen ou à la roseraie du château du Mesnil-Geoffroy en Normandie.

## Récompenses
Ce rosier fait partie du "Old Rose Hall of Fame", une liste de rosiers anciens reconnus comme d'importance historique par la fédération mondiale des sociétés de roses. 
'Mme Alfred Carrière' est souvent cité comme un des meilleurs rosiers  grimpants anciens. Il a notamment été élu meilleur rosier grimpant blanc en 1908 par la Société royale britannique des roses et a également reçu le prestigieux prix anglais AGM en 1993 (Award of Garden Merit), prix délivré par la célèbre Royal Horticultural Society.
Le rosier 'Mme Alfred Carrière' a également eu en 1999 les honneurs de la philatélie française.